# 峨山县 (唐朝)
峨山县，中国古县名。
唐朝天宝元年（742年）改夜郎县置，治所在今湖南省芷江侗族自治县西便水市。属业州（大历五年改奖州）。五代时废。